# Michael Piwowarski
Michael Piwowarski (* 14. November 1948 in Bissendorf, Landkreis Osnabrück, Deutschland) war bis zum Alter von 32 professioneller Fußballspieler (Abwehr) in verschiedenen Vereinen. Unter anderem auch für den damaligen 2. Ligaverein DJK Gütersloh. Danach war er für mehr als 25 Jahre Trainer und spezialisierte sich dabei auf die leistungsorientierte Jugendausbildung. Seit 2006 ist er im Scoutingbereich tätig und arbeitet zurzeit für den FC Bayern München.

## Spielerkarriere
Piwowarski spielte in seiner Jugend unter anderem für FC Bissendorf und den VfL Osnabrück. Als die 2. Fußball-Bundesliga zur Runde 1974/75 eingeführt wurde, bekam er von 1974 bis 1976 bei der DJK Gütersloh einen Profivertrag. Trotz einer langwierigen Adduktorenverletzung mit operativem Eingriff absolvierte er insgesamt 59 Spiele in der Mannschaft von Trainer Rudi Schlott (später Karl-Heinz Feldkamp) und Spielführer Gerd Roggensack. Nach dem Abstieg 1976 in die damalige dritte Liga Oberliga Westfalen spielte er weiterhin für die DJK Gütersloh bis zur Fusion mit dem SVA Gütersloh und absolvierte bis 1978 alle 78 Spiele, er schoss hierbei insgesamt zehn Tore. Nach der Fusion wechselte er ablösefrei zum Oberligaverein TSG Harsewinkel. 1980 musste die TSG Harsewinkel die Liga sportlich verlassen, was auch Michael Piwowarski als Interims-Spielertrainer für die letzten sieben Spiele nicht verhindern konnte.

## Trainer
Danach wechselte der ausgebildete Sportlehrer als pädagogischer Mitarbeiter und Sportlehrer in eine schulische Einrichtung nach Niedersachsen. Er bestand erfolgreich die Trainerlizenzen B-, A- und die Fußballlehrerlizenz. Kurz darauf wechselte er 1989 als Jugendkoordinator und A-Juniorentrainer zum Karlsruher SC und leitete mit Winfried Schäfer die sportlich erfolgreiche Zeit mit ein. Spieler wie Mehmet Scholl, Jens Nowotny, Markus Schroth, Markus Bähr und Dubravko Kolinger liefen durch seine Hände. Seine weiteren Stationen waren Honorartrainer beim Deutschen Fußball-Bund, Jugendkoordinator, Ausbildungsleiter und A-Juniorentrainer beim SV Waldhof Mannheim bis zu dessen Insolvenz (er entdeckte die Spieler Selim Teber und Hanno Balitsch) sowie U23-Trainer und Koordinator zwischen Juniorenbereich und Profiabteilung bei Arminia Bielefeld.

## Scouting
2006 wechselte Michael Piwowarski dann in den Scoutingbereich und fungierte bis 2008 mit Rainer Bonhof und Karl-Heinz Granitza als Scout für den englischen Premier-League-Klubs FC Chelsea für Deutschland, Österreich, Nord-Schweiz und Nord-Frankreich. 2009 führte sein Weg in den Nachwuchs-Scoutingbereich des Deutschen Fußball-Bunds, bevor er 2010 die Position des Chef-Scouts im Nachwuchsleistungszentrum beim Karlsruher SC antrat.
Seit 2017 ist er als Talent-Scout im Nachwuchsleistungszentrum des FC Bayern Münchens tätig.

## Privates
Piwowarski ist Sohn eines Landarztes (Arzt für Allgemeinmedizin). Er selbst hat zwei Söhne und eine Tochter.